# Will ti presento Will
Essere amici è una cosa che sei e basta. Io ti sceglierei.»
Will ti presento Will (Will Grayson, Will Grayson) è un romanzo scritto da John Green e David Levithan, pubblicato nell'aprile 2010.
Il romanzo narra le vicende di due ragazzi che si chiamano entrambi Will Grayson. Suddiviso in venti capitoli; Green ha scritto tutti i capitoli dispari, mentre Levithan ha scritto tutti i capitoli pari (caratterizzati dalla mancanza di maiuscole). Negli Stati Uniti il libro ha esordito alla terza posizione della New York Times bestseller list, diventando il primo romanzo per adolescenti ad entrare in classifica in cui compaia un personaggio principale dichiaratamente omosessuale.

## Trama
Una notte due ragazzi di nome Will Grayson si incontrano per caso nel più improbabile posto di Chicago. Il primo Will Grayson è un ragazzo con una famiglia normale, riservato e poco incline alle relazioni, che fa di tutto per non farsi notare. Ma questo è difficile, visto che il suo migliore amico è Tiny Cooper, un corpulento ragazzo gay che si innamora quotidianamente di un ragazzo diverso e non nasconde la sua omosessualità. Il secondo Will Grayson è un ragazzo con tendenze depressive che vive con la madre, non vuole ammettere a nessuno di essere omosessuale, ma si innamora di Isaac, un ragazzo conosciuto in chat. 
Quando Will 2 scopre che Isaac è solo un inganno dell'amica Maura, trova conforto in Tiny e grazie a lui scoprirà cosa vuol dire cadere e rialzarsi e accettarsi così come si è. Anche Will 1 capirà, grazie a Tiny, l'importanza dei sentimenti e riuscirà ad instaurare una relazione con Jane Turner. Le vite dei due Will si incrociano, senza mai diventare parte della vita dell'altro, ed entrambi scopriranno nuove cose sull'amicizia, l'amore e su se stessi.

## Personaggi
- Will Grayson – È il primo protagonista del romanzo; un ragazzo riservato che non vuole farsi notare. È il migliore amico di Tiny Cooper e Jane Turner è il suo interesse amoroso.
- Will Grayson – È il secondo protagonista del romanzo; un ragazzo gay che incontra Tiny Cooper dopo un appuntamento al buio finito male.
- Tiny Cooper – È il migliore amico di Will Grayson 1, descritto come un enorme ragazzo gay che s'innamora quotidianamente di un ragazzo diverso. È presidente della Gay-Straight Alliance e sta lavorando ad un musical scolastico.
- Jane Turner – È un'amica di Tiny e Will 1, fa parte della Gay-Straight Alliance ed è appassionata di musica, in particolar modo dei Neutral Milk Hotel.
- Maura – È una ragazza goth attratta da Will Grayson 2, una delle poche persone con il quale interagisce a scuola.

- Gideon – È un ragazzo gay che diventa amico di Will Grayson 2, aiutandolo nei suoi problemi.

## Edizioni
- John Green e David Levithan, Will ti presento Will, traduzione di F. Paracchini, Edizioni Piemme, 2011,  p. 336, ISBN 978-88-566-1574-6.